# Castel Boglione
Castel Boglione ist eine Gemeinde in der italienischen Provinz Asti (AT), Region Piemont.

## Lage und Einwohner
Das Gemeindegebiet umfasst eine Fläche von 12 km² und hat 579 Einwohner (Stand 31. Dezember 2023). Die Nachbargemeinden sind Calamandrana, Castel Rocchero, Fontanile, Montabone, Nizza Monferrato und Rocchetta Palafea.

## Kulinarische Spezialitäten
In Castel Boglione werden Reben für den Dolcetto d’Asti, einen Rotwein mit DOC Status angebaut. Die Beeren der Rebsorten Spätburgunder und/oder Chardonnay dürfen zum Schaumwein Alta Langa verarbeitet werden. Die Muskateller-Rebe für den Asti Spumante, einen süßen DOCG-Schaumwein mit geringem Alkoholgehalt sowie für den Stillwein Moscato d’Asti wird hier ebenfalls angebaut. Aus der Rebsorte Brachetto wird der liebliche Schaumwein Brachetto d’Acqui hergestellt. In Capriglio werden auch Reben der Sorte Barbera für den Barbera d’Asti, einen Rotwein mit DOCG Status angebaut.